# Jens Bo Jørgensen
Jens Bo Jørgensen (født 29. september 1969) er en dansk skuespiller og tidligere danmarskmester i jitterbug.
Han er uddannet fra The Arts Educational School, London i 2002. Han modtog i 1999 The British Dance and Drama award.

## Filmografi
- 17 op (1989)
- Dommeren (2005)

### Tv-serier
- Anna Pihl (2006-2007)